# Opel Ascona C
La Opel Ascona C è un'autovettura di fascia media prodotta dalla casa automobilistica tedesca Opel tra il 1981 ed il 1988 e corrispondente alla terza generazione della omonima vettura. In Gran Bretagna, questo modello è stato prodotto e commercializzato dalla Vauxhall con il nome di Cavalier.

## Storia e profilo

### Caratteristiche
La terza generazione dell'Ascona C fu la prima Opel di fascia media a trazione anteriore e la seconda Opel in assoluto a montare tale soluzione tecnica: quello che sarebbe sfociato nel lancio dell'Ascona C non fu un progetto di breve durata, tant'è vero che le prime idee relative alla trazione anteriore risalirono ai primi anni '70, quando ancora era in listino la prima generazione dell'Ascona. In pratica, il progetto relativo all'Ascona C coprì circa otto anni, vale a dire buona parte di quel decennio e l'intero periodo in cui si snodò la carriera commerciale dell'Ascona B.

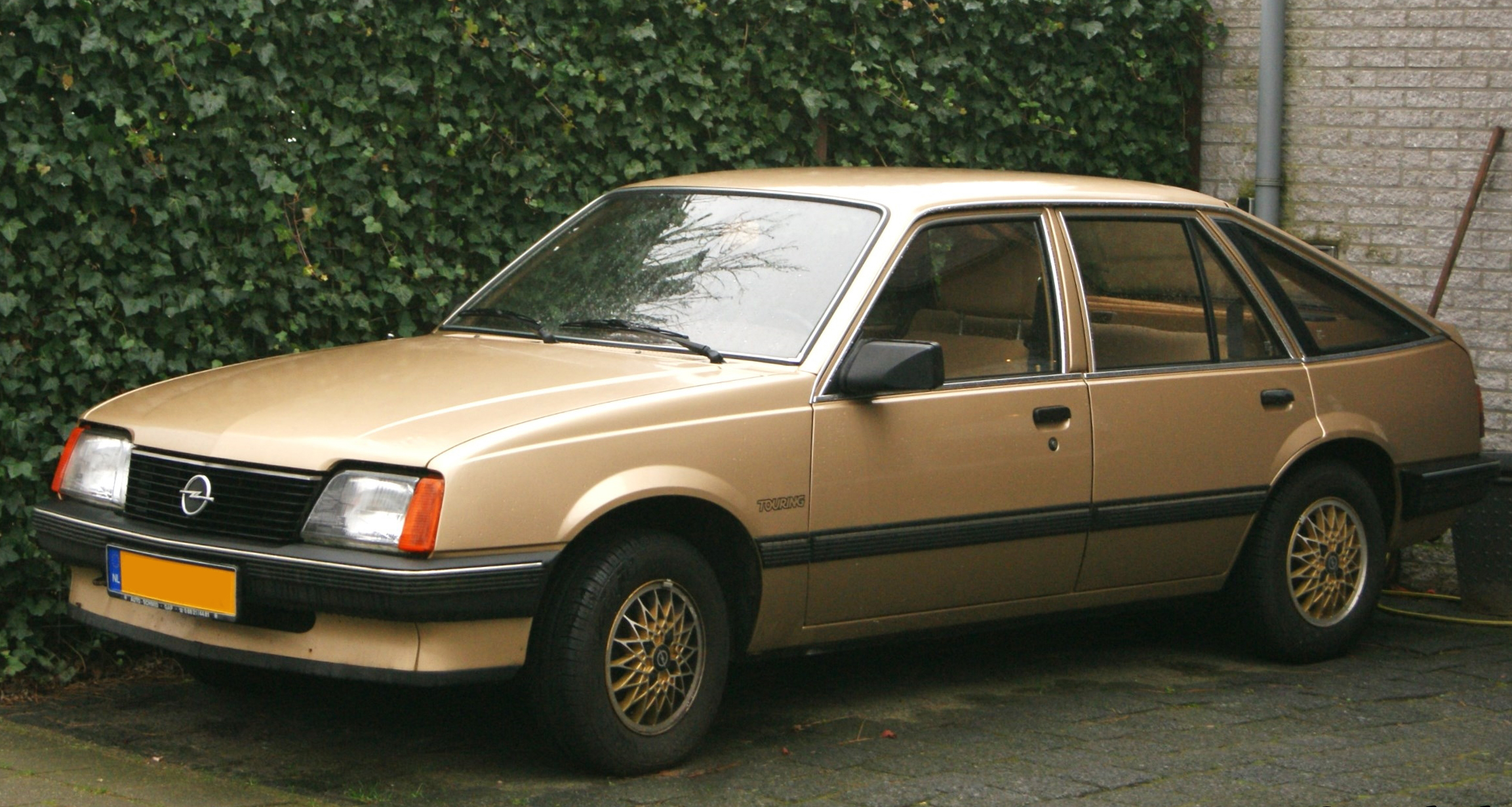
Ascona 5 porte

Lanciata sul mercato nell'ottobre 1981, l'Ascona C fu proposta con la consueta carrozzeria di tipo berlina a tre volumi, sia nella configurazione a 2 porte che in quella a 4 porte. Accanto a tale tipo di carrozzeria venne proposta un'inedita variante con carrozzeria fastback a 5 porte. Come anche nelle precedenti generazioni della berlina media di casa Opel, anche in questo caso prevalevano linee tutto sommato assai sobrie e con pochi fronzoli. Frutto della matita di George Gallion, l'Ascona C era caratterizzata innanzitutto da un ritorno a linee più levigate. Il frontale era a fari trapezoidali di dimensioni maggiori rispetto a quelli della precedente Ascona, con una calandra nera in plastica, così come in plastica nera furono realizzati i paraurti, ora più avvolgenti. La coda era dominata dalla presenza di gruppi ottici sempre di forma rettangolare, ma più grandi. Queste caratteristiche valevano sia per la berlina sia per la fastback. Nata su un pianale ulteriormente allungato di 6 cm rispetto alla precedente generazione, l'Ascona C riusciva ad offrire migliori doti di abitabilità e di capienza del vano bagagli.
L'architettura meccanica dell'Ascona C prevedeva, oltre alla trazione anteriore, anche il motore posizionato trasversalmente, una soluzione che poteva garantire un sensibile aumento dell'abitabilità interna e proprio la versione fastback fu quella che più dimostrò tale risultato grazie anche alla praticità offerta dal portellone posteriore. Ma le grandi novità tecniche non si limitarono a questi pur già notevoli contenuti: nuovo fu anche il comparto sospensioni, dove l'avantreno a quadrilateri cedette il posto ad uno schema MacPherson, più economico ma altrettanto efficace per una vettura come l'Ascona C, che non aveva particolari velleità corsaiole. Novità anche al retrotreno, dove al posto dell'assale rigido venne montato uno schema a ruote interconnesse con barre di torsione in luogo delle consuete molle elicoidali (presenti invece all'avantreno). Rimase invariata invece la soluzione relativa all'impianto frenante misto, così come anche lo sterzo a cremagliera. Al suo debutto l'Ascona C fu proposta in quattro motorizzazioni, tutte a benzina e tutte alimentate a carburatore:
- 1.3 N: motore 13N da 1297 cm³ con potenza massima di 60 CV;
- 1.3 S: stesso motore della versione precedente, ma con potenza massima portata a 75 CV;
- 1.6 N: motore 16NV da 1598 cm³ con potenza massima di 75 CV;
- 1.6 S: stesso motore della precedente versione, ma con potenza massima di 90 CV.

Il cambio previsto di serie era manuale a 4 marce, ma in alternativa si poteva scegliere fra altre varianti di trasmissione: un 5 marce normale, un 5 marce con rapportatura più sportiveggiante ed un cambio automatico a 3 rapporti. L'opzione delle 5 marce fu introdotta dopo il 1982 a fronte della crescente domanda di questo tipo di cambio, il quale consentiva una maggiore economicità di esercizio, brillantezza di marcia nei rapporti inferiori ed una superiore silenziosità alle velocità di crociera autostradali.

## Evoluzione

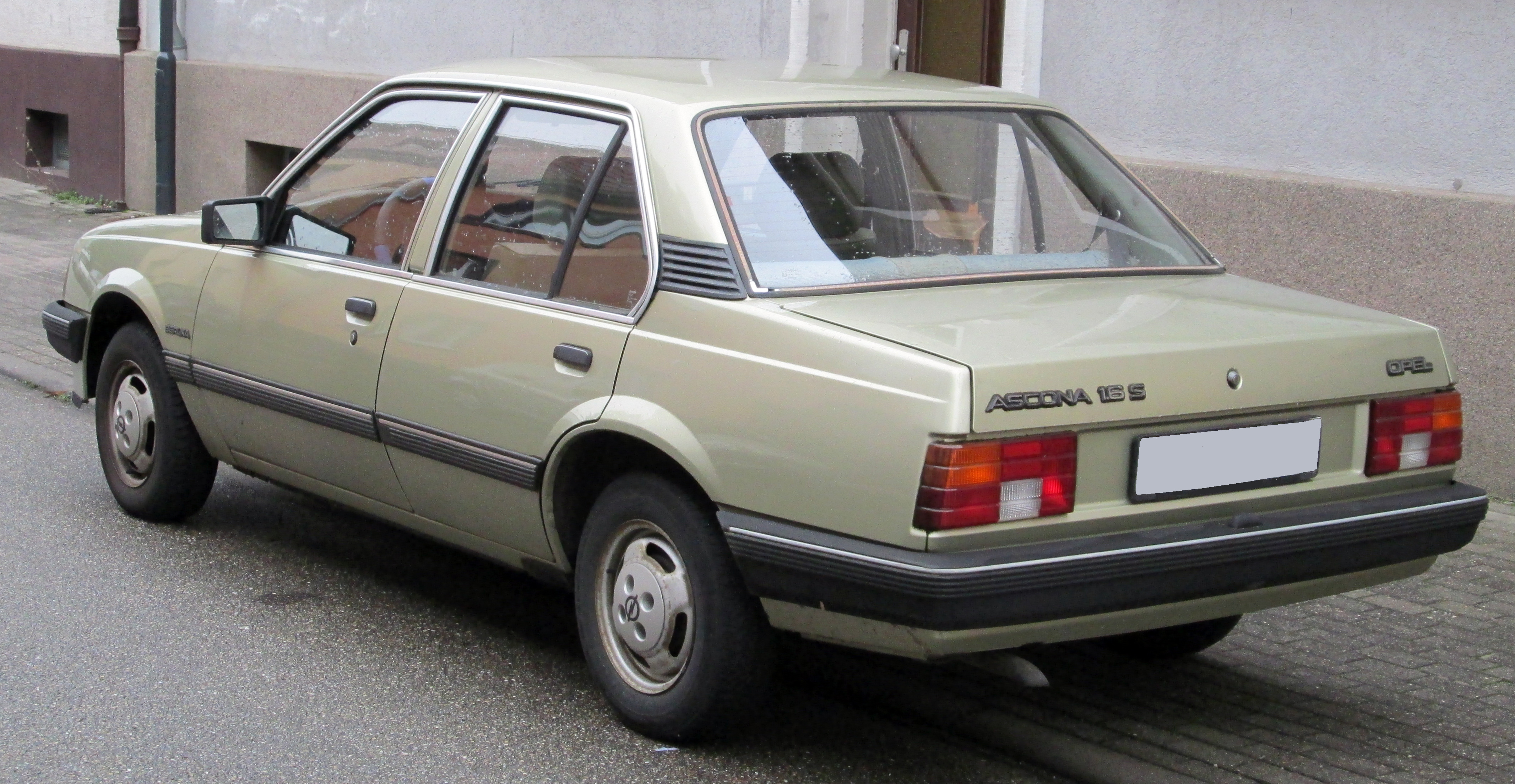
Vista posteriore di unAscona C con carrozzeria berlina

La produzione fu ancora una volta affidata agli stabilimenti di Bochum e di Anversa. Gli allestimenti previsti al debutto furono quattro e precisamente: base, L, Berlina e SR. A questi allestimenti se ne aggiunse un quinto nell'agosto del 1982, indicato con la sigla CD, particolarmente ricco e introdotto in concomitanza con il lancio della versione di punta provvisoria, caratterizzata da un motore da 1.8 litri con alimentazione ad iniezione della potenza di 115 CV e dalla presenza di un cambio a 5 marce. Oltre alla specifica dotazione di accessori, questa versione presentava alcune novità estetiche: la calandra era a riquadri anziché a listelli orizzontali, i fari anteriori erano incorniciati da un profilo di materiale plastico nello stesso colore brunito della calandra e dei paraurti, i fari posteriori assieme al vano portatarga erano incorniciati da un listello cromato e cromate erano anche le maniglie delle portiere, infine lo spoiler anteriore era in materiale plastico nel colore della carrozzeria e aveva un disegno specifico con i fendinebbia integrati. Sempre nel 1982 venne introdotto un nuovo motore diesel aspirato da 1,6 litri e con potenza massima di 54 CV. Tai novità non furono per tutte le Ascona, almeno non inizialmente: infatti, mentre l'allestimento CD e il motore 1.8 ad iniezione fu all'inizio abbinato solo alla carrozzeria fastback, il motore 1.6 fu previsto inizialmente solo in abbinamento alla carrozzeria berlina a 2 porte. Fu solo nel marzo del 1983 che l'allestimento CD, il motore 1.8 a iniezione e il 1.6 diesel vennero estesi anche alle altre Ascona.
Nell'ottobre del 1984 vi fu un leggero restyling che interessò esternamente soprattutto il frontale e la coda: nella parte anteriore cambiò la calandra, che divenne a trama quadrettata anziché a listelli orizzontali com'era in precedenza, mentre vennero leggermente ridisegnati anche i gruppi ottici. Posteriormente i gruppi ottici vennero collegati fra loro mediante un fascione in plastica rossa a listelli orizzontali che riprese il disegno dei fari stessi in modo da dare l'impressione che i due gruppi ottici fossero un tutt'uno, una soluzione molto di moda nelle auto degli anni '80 e che venne adottata anche in altre vetture di altri marchi. Novità anche per quanto riguardava gli allestimenti: l'allestimento di base venne sostituito dall'allestimento LS, l'allestimento L divenne GL, l'allestimento Berlina divenne GLS e l'allestimento SR cambiò in GT. Nel 1985 arrivarono anche novità sul fronte dei motori: a gennaio debuttò la prima Ascona catalizzata, un modello equipaggiato con un 1.8 ad iniezione dotato di marmitta catalitica e con potenza massima di 100 CV. Sempre nello stesso periodo, la 1.8 E cambiò denominazione in 1.8i.

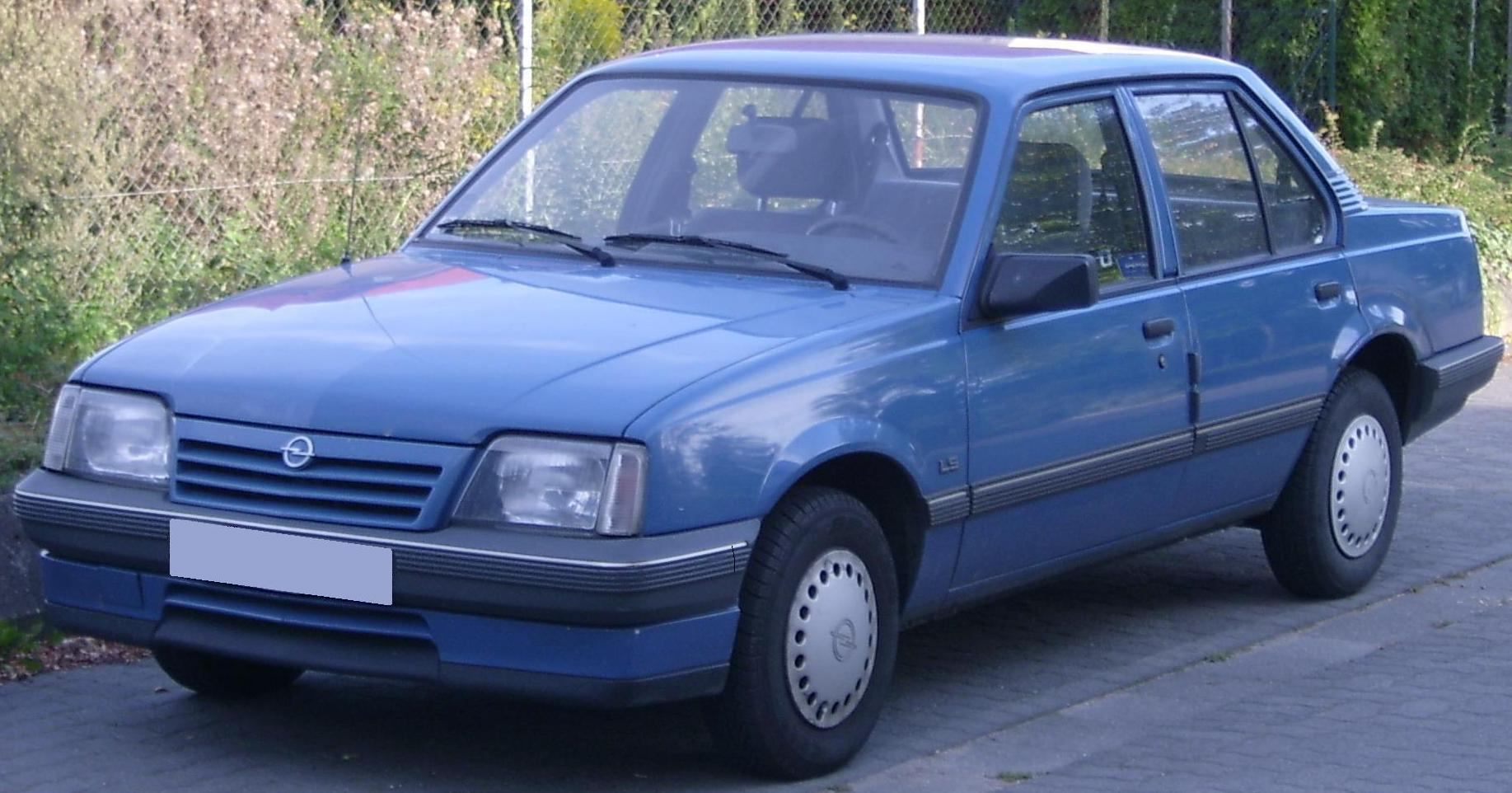
UnAscona C a 4 porte dopo l'aggiornamento del 1986

Nel mese di agosto del 1986 vi fu un nuovo leggero restyling che interessò nuovamente il frontale, dove la calandra venne ancora una volta ridisegnata e verniciata in tinta, le plastiche degli indicatori di direzione divennero bianche, gli interni vennero rinnovati e tutti gli allestimenti divennero più completi. Le sigle riguardanti gli allestimenti rimasero immutate, ma venne invece aggiornata la gamma dei motori: innanzitutto i due motori 1.3 scomparvero dalla gamma, mentre i due motori 1.6 vennero sostituiti da un'unica unità di pari cilindrata, ma con potenza intermedia di 82 CV. Al vertice della gamma vi fu invece l'arrivo di un nuovo motore da 2 litri ad iniezione, disponibile con potenza massima di 130 CV. Nel marzo del 1987, proprio le versioni dotate di motore da 2 litri vennero provviste di ABS e furono disponibili anche con catalizzatore, mentre nello stesso periodo vide la luce un motore 1.8 a carburatore con potenza massima di 84 CV. Sei mesi dopo gli allestimenti mutarono ancora: il livello GL cambiò in Touring, il livello GLS divenne GLS-Exklusiv e accanto all'allestimento GTvenne introdotto un nuovo allestimento denominato Sport. Sempre a fine estate il 1.6 da 82 CV venne affiancato da un nuovo 1.6 catalizzato ad iniezione con potenza massima di 75 CV, mentre in autunno tutta la gamma poté finalmente usufruire del cambio a 5 marce. Furono le ultime novità relative alla gamma dell'Ascona C, che venne tolta di produzione nel settembre del 1988. Fu l'ultima generazione dell'Ascona: da quel momento in poi il ruolo di vettura di fascia media fu affidato alla Vectra.

### La versione cabriolet

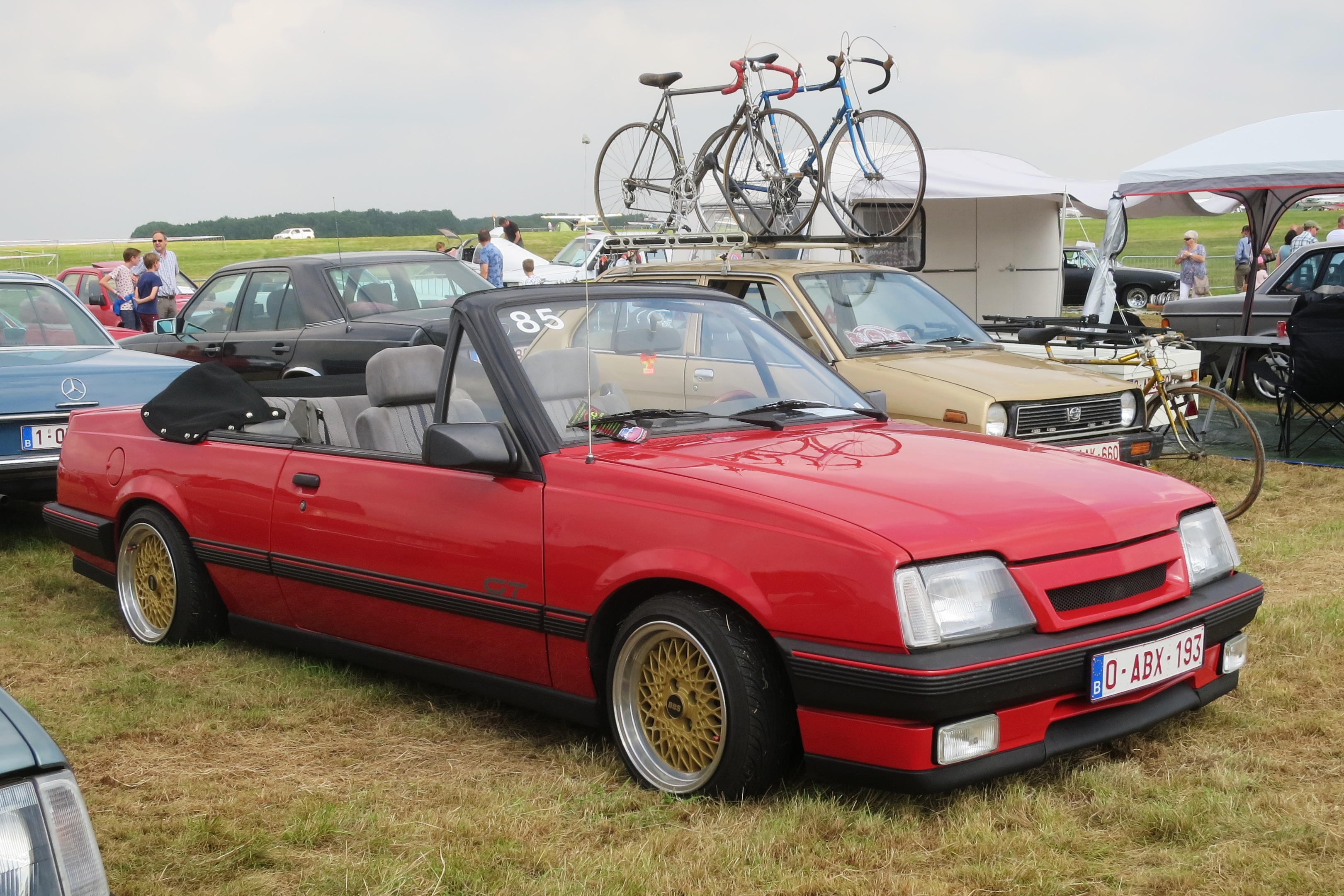
UnAscona C con carrozzeria cabriolet

Alcune centinaia di esemplari di Ascona C furono ricarrozzate come cabriolet, dando origine a delle vere e proprie fuoriserie: fra il 1983 ed il 1988, la carrozzeria Voll di Würzburg produsse circa 2.900 esemplari di cabriolet; fra il 1982 e il 1984 la carrozzeria Keineth realizzò altri 434 esemplari di cabriolet, mentre un numero imprecisato di esemplari fu realizzato dalla carrozzeria Hammond & Thiede: quest'ultima serie di cabriolet fu commercializzata attraverso la rete ufficiale della Opel. Vi furono inoltre anche ulteriori esperimenti da parte della carrozzeria Michelotti, che però non ebbero alcun seguito produttivo. La bese utilizzata per tutte queste realizzazioni fu la berlina a 2 porte.

## Riepilogo caratteristiche
Di seguito vengono riepilogate le caratteristiche relative alla gamma dell'Ascona C. I dati relativi al numero di esemplari prodotti includono anche la produzione Vauxhall, poiché tutte le fonti non fanno distinzione fra l'una e l'altra produzione:
| Opel Ascona C (1981-88) |             |        |            |                                                                |                |               |                    |                    |              |                     |                    |                    |                    |
| Modello | Carrozzeria | Motore | Cilindrata | Alimentazione                                                  | Potenza CV/rpm | Coppia Nm/rpm | Cambio/ N°rapporti | Massa a vuoto (kg) | Velocità max | Acceler. 0–100 km/h | Consumo (l/100 km) | Anni di produzione | Esemplari prodotti |
| Versioni a benzina |             |        |            |                                                                |                |               |                    |                    |              |                     |                    |                    |                    |
| Ascona 1.3 | Berlina 2p  | 13N    | 1297       | Carburatore Solex 35 PDSI                                      | 60/5800        | 94/3400       | Manuale 4 marce    | 920                | 150          | 18"                 | 10,5               | 08/1981-09/1986    | 8.328              |
| Ascona 1.3 | Berlina 4p  | 13N    | 1297       | Carburatore Solex 35 PDSI                                      | 60/5800        | 94/3400       | Manuale 4 marce    | 940                | 150          | 18"                 | 10,5               | 08/1981-09/1986    | 11.899             |
| Ascona 1.3 | Fastback    | 13N    | 1297       | Carburatore Solex 35 PDSI                                      | 60/5800        | 94/3400       | Manuale 4 marce    | 965                | 150          | 18"                 | 10,5               | 08/1981-09/1986    | 3.839              |
| Ascona 1.3 S | Berlina 2p  | 13S1   | 1297       | Carburatore Pierburg 2E3                                       | 751/5800       | 1011/3800     | Manuale 4 marce    | 920                | 160          | 15"5                | 10                 | 08/1981-09/1986    | 35.273             |
| Ascona 1.3 S | Berlina 4p  | 13S1   | 1297       | Carburatore Pierburg 2E3                                       | 751/5800       | 1011/3800     | Manuale 4 marce    | 940                | 160          | 15"5                | 10                 | 08/1981-09/1986    | 180.629            |
| Ascona 1.3 S | Fastback    | 13S1   | 1297       | Carburatore Pierburg 2E3                                       | 751/5800       | 1011/3800     | Manuale 4 marce    | 965                | 160          | 15"5                | 10                 | 08/1981-09/1986    | 79.357             |
| Ascona 1.6 | Berlina 2p  | 16N    | 1598       | Carburatore Pierburg 1B1                                       | 75/5400        | 123/3000      | Manuale 4 marce    | 970                | 160          | 14"5                | 11                 | 08/1981-09/1986    | 19.665             |
| Ascona 1.6 | Berlina 4p  | 16N    | 1598       | Carburatore Pierburg 1B1                                       | 75/5400        | 123/3000      | Manuale 4 marce    | 980                | 160          | 14"5                | 11                 | 08/1981-09/1986    | 59.934             |
| Ascona 1.6 | Fastback    | 16N    | 1598       | Carburatore Pierburg 1B1                                       | 75/5400        | 123/3000      | Manuale 4 marce    | 1.005              | 160          | 14"5                | 11                 | 08/1981-09/1986    | 27.427             |
| Ascona 1.6i Kat | Berlina 2p  | C16NZ  | 1598       | Iniezione elettronica indiretta GM Multec                      | 75/5200        | 124/3400      | Manuale 5 marce    | 970                | 160          | 14"                 | 10,5               | 08/1987-09/1988    | 1.326              |
| Ascona 1.6i Kat | Berlina 4p  | C16NZ  | 1598       | Iniezione elettronica indiretta GM Multec                      | 75/5200        | 124/3400      | Manuale 5 marce    | 990                | 160          | 14"                 | 10,5               | 08/1987-09/1988    | 35.099             |
| Ascona 1.6i Kat | Fastback    | C16NZ  | 1598       | Iniezione elettronica indiretta GM Multec                      | 75/5200        | 124/3400      | Manuale 5 marce    | 1.015              | 160          | 14"                 | 10,5               | 08/1987-09/1988    | 7.698              |
| Ascona 1.6 S (82 CV) | Berlina 2p  | 16SV   | 1598       | Carburatore Pierburg 2E3                                       | 82/5400        | 130/2600      | Manuale 4 marce    | 970                | 165          | 14"                 | 12                 | 08/1986-10/1987    | 8.595              |
| Ascona 1.6 S (82 CV) | Berlina 2p  | 16SV   | 1598       | Carburatore Pierburg 2E3                                       | 82/5400        | 130/2600      | Manuale 5 marce    | 970                | 165          | 14"                 | 12                 | 11/1987-09/1988    | 8.595              |
| Ascona 1.6 S (82 CV) | Berlina 4p  | 16SV   | 1598       | Carburatore Pierburg 2E3                                       | 82/5400        | 130/2600      | Manuale 4 marce    | 990                | 165          | 14"                 | 12                 | 08/1986-10/1987    | 69.660             |
| Ascona 1.6 S (82 CV) | Berlina 4p  | 16SV   | 1598       | Carburatore Pierburg 2E3                                       | 82/5400        | 130/2600      | Manuale 5 marce    | 990                | 165          | 14"                 | 12                 | 11/1987-09/1988    | 69.660             |
| Ascona 1.6 S (82 CV) | Fastback    | 16SV   | 1598       | Carburatore Pierburg 2E3                                       | 82/5400        | 130/2600      | Manuale 4 marce    | 1.015              | 165          | 14"                 | 12                 | 08/1986-10/1987    | 19.470             |
| Ascona 1.6 S (82 CV) | Fastback    | 16SV   | 1598       | Carburatore Pierburg 2E3                                       | 82/5400        | 130/2600      | Manuale 5 marce    | 1.015              | 165          | 14"                 | 12                 | 11/1987-09/1988    | 19.470             |
| Ascona 1.6 S (90 CV) | Berlina 2p  | 16SH2  | 1598       | Carburatore GM Varajet II                                      | 90/5800        | 126/3800      | Manuale 4 marce    | 970                | 170          | 13"                 | 12,5               | 08/1981-08/1987    | 76.665             |
| Ascona 1.6 S (90 CV) | Berlina 4p  | 16SH2  | 1598       | Carburatore GM Varajet II                                      | 90/5800        | 126/3800      | Manuale 4 marce    | 990                | 170          | 13"                 | 12,5               | 08/1981-08/1987    | 298.974            |
| Ascona 1.6 S (90 CV) | Fastback    | 16SH2  | 1598       | Carburatore GM Varajet II                                      | 90/5800        | 126/3800      | Manuale 4 marce    | 1.015              | 170          | 13"                 | 12,5               | 08/1981-08/1987    | 246.443            |
| Ascona 1.8 S | Berlina 2p  | E18NV  | 1796       | Carburatore Ecotronic                                          | 84/5400        | 143/2600      | Manuale 4 marce    | 995                | 168          | 12"5                | 11                 | 03/1987-10/1987    | 1.412              |
| Ascona 1.8 S | Berlina 2p  | E18NV  | 1796       | Carburatore Ecotronic                                          | 84/5400        | 143/2600      | Manuale 5 marce    | 995                | 168          | 12"5                | 10,5               | 11/1987-09/1988    | 1.412              |
| Ascona 1.8 S | Berlina 4p  | E18NV  | 1796       | Carburatore Ecotronic                                          | 84/5400        | 143/2600      | Manuale 4 marce    | 1.015              | 168          | 12"5                | 11                 | 03/1987-10/1987    | 20.366             |
| Ascona 1.8 S | Berlina 4p  | E18NV  | 1796       | Carburatore Ecotronic                                          | 84/5400        | 143/2600      | Manuale 5 marce    | 1.015              | 168          | 12"5                | 10,5               | 11/1987-09/1988    | 20.366             |
| Ascona 1.8 S | Fastback    | E18NV  | 1796       | Carburatore Ecotronic                                          | 84/5400        | 143/2600      | Manuale 4 marce    | 1.040              | 168          | 12"5                | 11                 | 03/1987-10/1987    | 6.393              |
| Ascona 1.8 S | Fastback    | E18NV  | 1796       | Carburatore Ecotronic                                          | 84/5400        | 143/2600      | Manuale 5 marce    | 1.040              | 168          | 12"5                | 10,5               | 11/1987-09/1988    | 6.393              |
| Ascona 1.8i Kat | Berlina 4p  | C18NE  | 1796       | Iniezione elettronica indiretta Bosch LU-Jetronic              | 100/5800       | 140/3000      | Manuale 4 marce    | 1.080              | 180          | 11"8                | 11                 | 01/1985-08/1986    | 12.370             |
| Ascona 1.8i Kat | Fastback    | C18NE  | 1796       | Iniezione elettronica indiretta Bosch LU-Jetronic              | 100/5800       | 140/3000      | Manuale 4 marce    | 1.105              | 180          | 11"8                | 11                 | 01/1985-08/1986    | 8.394              |
| Ascona 1.8 E3 | Berlina 2p  | 18E4   | 1796       | Iniezione elettronica indiretta Bosch LE-Jetronic              | 115/5800       | 141/4800      | Manuale 5 marce    | 995                | 187          | 10"5                | 11                 | 08/1982-08/1986    | 18.371             |
| Ascona 1.8 E3 | Berlina 4p  | 18E4   | 1796       | Iniezione elettronica indiretta Bosch LE-Jetronic              | 115/5800       | 141/4800      | Manuale 5 marce    | 1.015              | 187          | 10"5                | 11                 | 08/1982-08/1986    | 87.280             |
| Ascona 1.8 E3 | Fastback    | 18E4   | 1796       | Iniezione elettronica indiretta Bosch LE-Jetronic              | 115/5800       | 141/4800      | Manuale 5 marce    | 1.040              | 187          | 10"5                | 11                 | 08/1982-08/1986    | 115.452            |
| Ascona 2.0i Kat | Berlina 2p  | C20NE  | 1998       | Iniezione elettronica indiretta Bosch Motronic ML4.1           | 115/5400       | 170/3000      | Manuale 5 marce    | 1.010              | 187          | 10"                 | 11,5               | 09/1986-08/1988    | 5.977              |
| Ascona 2.0i Kat | Berlina 4p  | C20NE  | 1998       | Iniezione elettronica indiretta Bosch Motronic ML4.1           | 115/5400       | 170/3000      | Manuale 5 marce    | 1.045              | 187          | 10"                 | 11,5               | 09/1986-08/1988    | 14.670             |
| Ascona 2.0i Kat | Fastback    | C20NE  | 1998       | Iniezione elettronica indiretta Bosch Motronic ML4.1           | 115/5400       | 170/3000      | Manuale 5 marce    | 1.075              | 187          | 10"                 | 11,5               | 09/1986-08/1988    | 7.580              |
| Ascona 2.0i | Berlina 2p  | 20SEH  | 1998       | Iniezione elettronica indiretta Bosch Motronic ML4.1           | 130/5400       | 180/4600      | Manuale 5 marce    | 1.010              | 193          | 9"5                 | 11,5               | 04/1987-08/1988    | 1.664              |
| Ascona 2.0i | Berlina 4p  | 20SEH  | 1998       | Iniezione elettronica indiretta Bosch Motronic ML4.1           | 130/5400       | 180/4600      | Manuale 5 marce    | 1.045              | 193          | 9"5                 | 11,5               | 04/1987-08/1988    | 33.489             |
| Ascona 2.0i | Fastback    | 20SEH  | 1998       | Iniezione elettronica indiretta Bosch Motronic ML4.1           | 130/5400       | 180/4600      | Manuale 5 marce    | 1.075              | 193          | 9"5                 | 11,5               | 04/1987-08/1988    | 18.080             |
| Versioni a gasolio |             |        |            |                                                                |                |               |                    |                    |              |                     |                    |                    |                    |
| Ascona 1.6 D | Berlina 2p  | 16D    | 1598       | Diesel aspirato, iniezione indiretta, pompa di iniezione Bosch | 54/4600        | 96/2400       | Manuale 4 marce    | 1.010              | 143          | 21"                 | 6,4                | 09/1981-09/1986    | 8.627              |
| Ascona 1.6 D | Berlina 2p  | 16DA   | 1598       | Diesel aspirato, iniezione indiretta, pompa di iniezione Bosch | 54/4600        | 93/2400       | Manuale 4 marce    | 1.020              | 143          | 21"                 | 6,4                | 09/1986-10/1987    | 8.627              |
| Ascona 1.6 D | Berlina 2p  | 16DA   | 1598       | Diesel aspirato, iniezione indiretta, pompa di iniezione Bosch | 54/4600        | 93/2400       | Manuale 5 marce    | 1.035              | 143          | 21"                 | 6                  | 11/1987-09/1988    | 8.627              |
| Ascona 1.6 D | Berlina 4p  | 16D    | 1598       | Diesel aspirato, iniezione indiretta, pompa di iniezione Bosch | 54/4600        | 96/2400       | Manuale 4 marce    | 1.030              | 143          | 21"                 | 6,4                | 09/1981-09/1986    | 114.493            |
| Ascona 1.6 D | Berlina 4p  | 16DA   | 1598       | Diesel aspirato, iniezione indiretta, pompa di iniezione Bosch | 54/4600        | 93/2400       | Manuale 4 marce    | 1.040              | 143          | 21"                 | 6,4                | 09/1986-10/1987    | 114.493            |
| Ascona 1.6 D | Berlina 4p  | 16DA   | 1598       | Diesel aspirato, iniezione indiretta, pompa di iniezione Bosch | 54/4600        | 93/2400       | Manuale 5 marce    | 1.050              | 143          | 21"                 | 6                  | 11/1987-09/1988    | 114.493            |
| Ascona 1.6 D | Fastback    | 16D    | 1598       | Diesel aspirato, iniezione indiretta, pompa di iniezione Bosch | 54/4600        | 96/2400       | Manuale 4 marce    | 1.060              | 143          | 21"                 | 6,4                | 09/1981-09/1986    | 45.553             |
| Ascona 1.6 D | Fastback    | 16DA   | 1598       | Diesel aspirato, iniezione indiretta, pompa di iniezione Bosch | 54/4600        | 93/2400       | Manuale 4 marce    | 1.060              | 143          | 21"                 | 6,4                | 09/1986-10/1987    | 45.553             |
| Ascona 1.6 D | Fastback    | 16DA   | 1598       | Diesel aspirato, iniezione indiretta, pompa di iniezione Bosch | 54/4600        | 93/2400       | Manuale 5 marce    | 1.060              | 143          | 21"                 | 6                  | 11/1987-09/1988    | 45.553             |
| Note: 1Per il mercato austriaco il motore utilizzato era siglato A13S, con potenza max di 70 CV e coppia max di 97 Nm. Questo motore veniva prodotto nello stabilimento GM di Vienna. 2Per i mercati svizzero e svedese, il motore prese la sigla S16SH e differiva per la presenza di un sistema di trattamento dei gas di scarico per ridurre le emissioni nocive, pur essendo senza catalizzatore 3Dal 10/1984 la denominazione cambiò in 1.8i 4In alcuni mercati esteri si utilizzò il motore S18E, provvisto di un sistema per il trattamente dei gas di scarico per ridurre le emissioni nocive, pur rimanendo senza catalizzatore |             |        |            |                                                                |                |               |                    |                    |              |                     |                    |                    |                    |